# Phyllodoce quadraticeps
Phyllodoce quadraticeps är en ringmaskart som beskrevs av Grube 1878. Phyllodoce quadraticeps ingår i släktet Phyllodoce och familjen Phyllodocidae. Inga underarter finns listade i Catalogue of Life.